# Pont aval
Il Pont aval è un ponte di Parigi che attraversa la Senna. È un ponte autostradale percorso dal Boulevard périphérique ed è il ponte parigino più lungo  (312,5 metri). Si trova a sud-ovest della città e confina con i Comuni di Issy-les-Moulineaux e Saint-Exupéry. Mette in comunicazione gli arrondissement XV e XVI, agli svincoli rispettivamente di Porte de Sèvres e Porte de Saint-Cloud. È stato inaugurato nel 1968.